# Église du Sacré-Cœur de Louverné
L'église du Sacré-Cœur est une église catholique située à Louverné, dans le département français de la Mayenne.

## Localisation
L'église est située dans le bourg de Louverné, en bordure de la route départementale 901.

## Histoire
Commencée en 1869, l'église est consacrée le 16 juin 1872.
À peine achevée, la tour en façade s'écroule en 1871 pour être reprise aussitôt et couronnée en 1890 d’une flèche élancée.

## Architecture et extérieurs
L'édifice prend la forme d'une croix latine.

## Intérieur
Le chœur est bordé de chapelles absidiales.
Les autels, en pierre blanche, proviennent des ateliers Cosnard du Mans et Masseron d'Angers. Leurs bas-reliefs représentent notamment le Jardin des Oliviers, la Samaritaine, le Couronnement de la Vierge et la Fuite en Égypte.